# .al
A .al az Albánia internetes legfelső szintű tartomány kódja, melyet 1992-ben hoztak létre.

## Másodszintű regisztrációk
A másodszintű regisztráció nem lehetséges, de néhány létező név szerzett jogon megmaradhatott, ezek: uniti.al, tirana.al, soros.al, upt.al és inima.al.

## Harmadszintű regisztrációk
Harmadszintű regisztráció lehetséges a megfelelő címke alá:
- .gov.al kormányzati intézmények
- .edu.al akadémiai és K+F intézmények
- .org.al nem kormányzati szervezetek
- .com.al cégek és kereskedelmi szervezetek
- .net.al hálózati szervezetek